# Condado de Otwock
Condado de Otwock (polaco: powiat otwocki) é um powiat (condado) da Polónia, na voivodia de Mazóvia. A sede do condado é a cidade de Otwock. Estende-se por uma área de 615,09 km², com 115 176 habitantes, segundo os censos de 2005, com uma densidade 187,25 hab/km².

## Divisões admistrativas
O condado possui:
Comunas urbanas: Józefów, Otwock
Comunas urbana-rurais: Karczew, Osieck
Comunas rurais: Celestynów, Kołbiel, Sobienie-Jeziory, Wiązowna
Cidades: Józefów, Otwock, Karczew

## Demografia
População (dados de 30 de Junho de 2005):
|          | Total   | Total | Mulheres | Mulheres | Homens  | Homens |
| -------- | ------- | ----- | -------- | -------- | ------- | ------ |
|          | pessoas | %     | pessoas  | %        | pessoas | %      |
| Total    | 115 176 | 100   | 59 960   | 52,1     | 55 216  | 47,9   |
| Cidades  | 71 169  | 100   | 37 631   | 52,9     | 33 538  | 47,1   |
| Povoados | 44 007  | 100   | 22 329   | 50,7     | 21 678  | 49,3   |